# Dziurkowiec

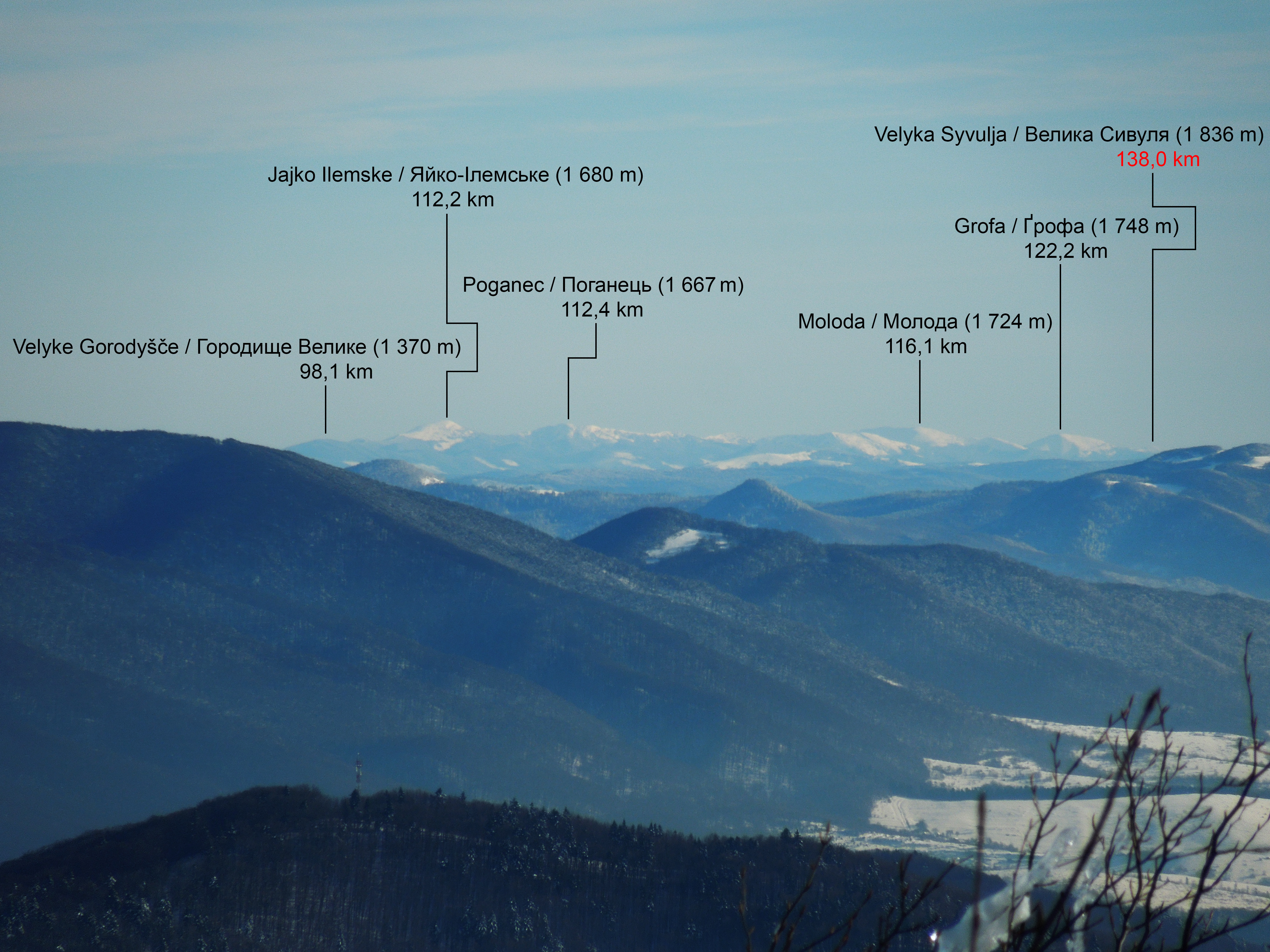
Widok z Dziurkowca w stronę Karpat Ukraińskich na Gorgany

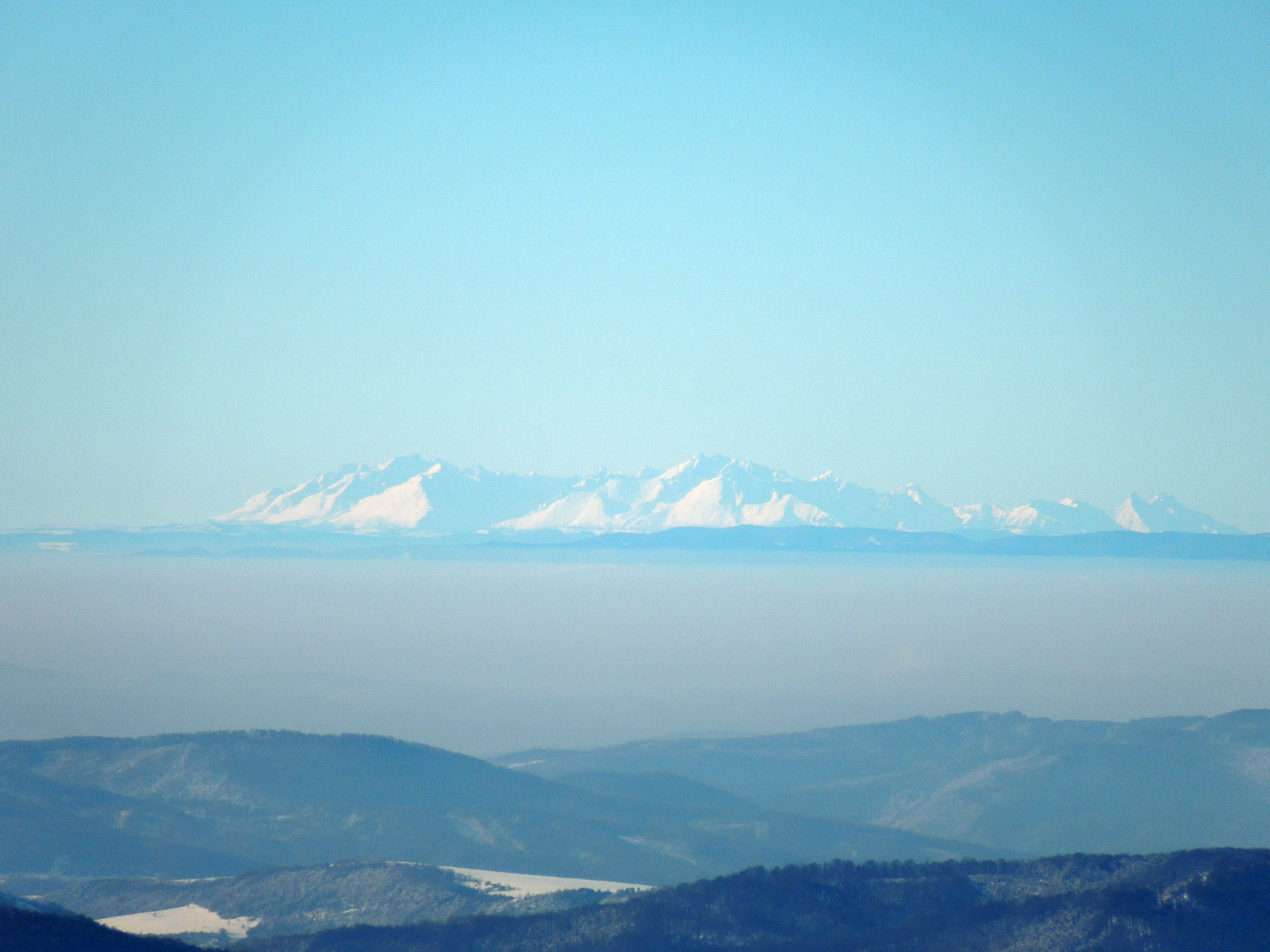
Widok z Dziurkowca na Tatry

Dziurkowiec (słow. Ďurkovec) – szczyt o wysokości 1189 m w Bieszczadach Zachodnich. Znajduje się w głównym grzbiecie pasma granicznego, pomiędzy Płaszą a Riabą Skałą, na granicy polsko-słowackiej. Po stronie polskiej obejmuje go Ciśniańsko-Wetliński Park Krajobrazowy, natomiast na Słowacji – rezerwat Jarabá Skaľa wchodzący w skład Parku Narodowego Połoniny.

## Piesze szlaki turystyczne
szlak Biała – Grybów pomiędzy Riabą Skałą a Okrąglikiem
 słowacki szlak czerwony biegnący razem z niebieskim
 słowacki szlak zielony Runina – Dziurkowiec